# 김동성 (1925년)
김동성(金東晟, 1925년 12월 25일~2005년 11월 15일, 충북 청원)은 대한민국의 영어영문학자, 정치인이다.
서울대 교수로 재직 중에 제3공화국 공보부 장관에 발탁되었고, 제4공화국에서는 제9대 국회의원을 지냈다.

## 학력
- 1949년 : 서울대학교 사범대학 영문과 학사
- 서울대학교 대학원 영문과 문학석사 수료

## 약력
- 국방 부장관 특별보좌관
- 1960년 : 서울대학교 교수
- 1961년 : 대한공연윤리위원회 이사장
- 1963년 ~ 1964년 : 공보부 장관
- 1964년 : 명지대학교 교수
- 1967년 9월 16일 : 주 아르헨티나 대사에 임명되었다.[1]
- 한국음악협회 회장
- 1976년 ~ 1979년 : 제9대 국회의원 (유신정우회)
- 1991년 : KBS교향악단 총감독

## 역대 선거 결과
| 실시년도 | 선거 | 대수 | 직책     | 선거구           | 정당       | 득표수 | 득표율      | 순위 | 당락 | 비고 |
| -------- | ---- | ---- | -------- | ---------------- | ---------- | ------ | ----------- | ---- | ---- | ---- |
| 1973년   | 총선 | 9대  | 국회의원 | 통일주체국민회의 | 유신정우회 |        | \| \| 0% \| | 지명 |      | 초선 |
|          | 0%   |      |          |                  |            |        |             |      |      |      |